# Rali Vinho da Madeira de 2014
O 55º Rali Vinho da Madeira foi a 7ª prova da Taça Europeia de Ralis (European Rally Trophy) de 2014. A prova, em piso de asfalto, foi disputada como habitualmente na ilha da Madeira e foi ganha pelo piloto português Bruno Magalhães num Peugeot 208 T16, que alcançou o seu 3º triunfo na prova. 
Esta prova ficou marcada por uma controvérsia relacionada com a participação dos carros sem homolgação FIA, mas que competem no CNR e CMR, nomeadamente os Porsche 911/997 GT3, foram realizadas duas provas paralelas: uma oficial, com pneus FIA válida para a ERC Cup e uma segunda, com todos os pilotos válida para as provas nacionais. É esta que é apresentada.